# Campions d'individual masculí de l'Open dels Estats Units
L'Obert dels Estats Units o US Open és un torneig Grand Slam de tennis creat l'any 1881. Actualment se celebra durant dues setmanes entre agost i setembre sobre superfície dura al complex USTA Billie Jean King National Tennis Center de Flushing Meadows, Nova York, Estats Units. Des de 1987 és el darrer Grand Slam del calendari.
Des de la seva creació ha canviat en diverses ocasions de seu: Newport (1881−1914), Forest Hills (1915−1920, 1924−1977) i Filadèlfia (1921−1923), fins que des del 1978 es disputa a l'emplaçament actual de Nova York. La primera edició estigué reservada a membres del club United States National Lawn Tennis Association (USNLTA) però en la següent ja es va obrir a tennistes internacionals. Actualment és l'únic Grand Slam en què es disputa un tie-break en el cinquè set, tot i que fins al moment no s'ha produït mai en una final. El tipus de superfície s'ha canviat en dues ocasions, inicialment es disputava sobre gespa (1881-1974), durant tres anys es va disputar sobre terra batuda Har-Tru (1975-1977) i el 1978 es va canviar a la superfície dura actual de DecoTurf.
La competició individual masculina se celebra des de la seva inauguració l'any 1881. Fins a l'any 1912, el campió accedia directament a la final de l'edició següent mentre tots els altres tennistes lluitaven per ser l'altre finalista en un sistema d'eliminatòria. En cas d'absència del campió de l'edició anterior, el vencedor de les rondes prèvies per accedir a la final era proclamat campió del torneig. Els vencedors reben una rèplica de la mateixa mida amb el seu nom gravat.

## Palmarès

### U.S. National Championships

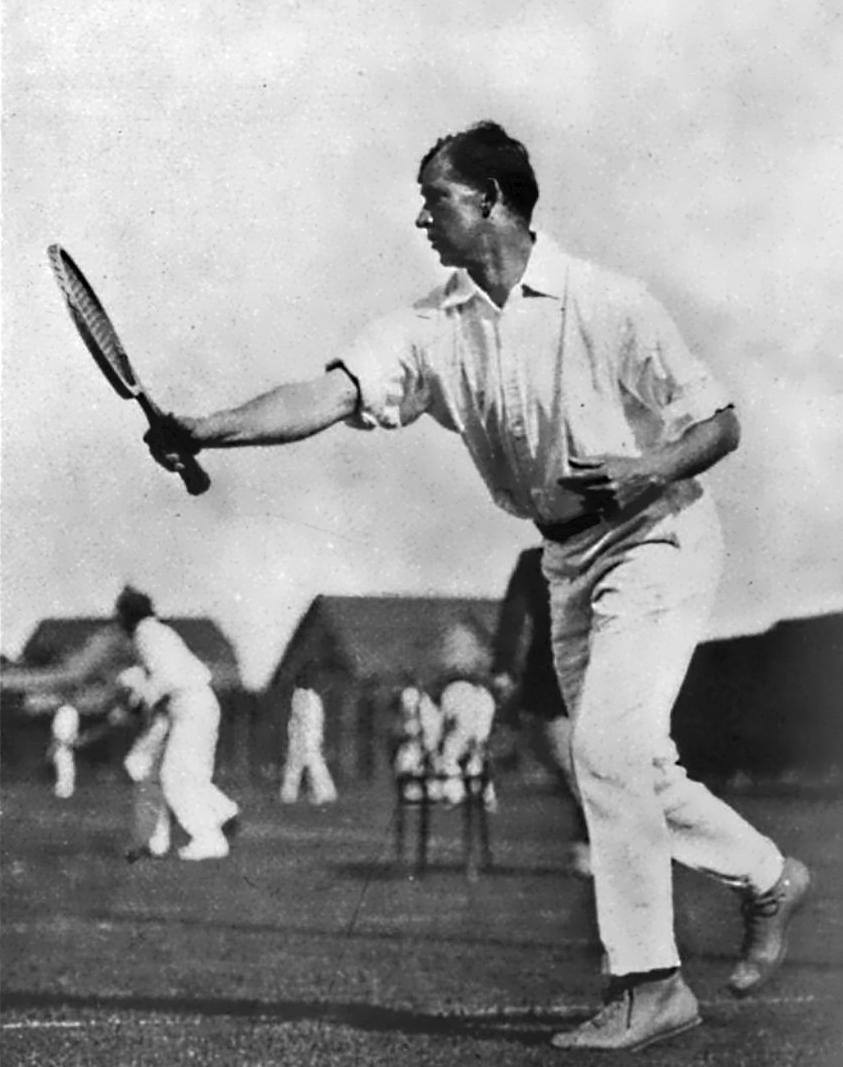
William Larned va guanyar set títols.

Fins a l'any 1912, el campió accedia directament a la final de l'edició següent.
| Any  | Campió                      | Finalista                  | Resultat                  |
| ---- | --------------------------- | -------------------------- | ------------------------- |
| 1881 | Richard Sears               | William Glyn               | 6−0, 6−3, 6−2             |
| 1882 | Richard Sears               | Clarence Clark             | 6−1, 6−4, 6−0             |
| 1883 | Richard Sears               | James Dwight               | 6−2, 6−0, 9−7             |
| 1884 | Richard Sears               | Howard Taylor              | 6−0, 1−6, 6−0, 6−2        |
| 1885 | Richard Sears               | Godfrey Brinley            | 6−3, 4−6, 6−0, 6−3        |
| 1886 | Richard Sears               | Robert Livingston Beeckman | 4−6, 6−1, 6−3, 6−4        |
| 1887 | Richard Sears (7)           | Henry Slocum               | 6−1, 6−3, 6−2             |
| 1888 | Henry Slocum                | Howard Taylor              | 6−4, 6−1, 6−0             |
| 1889 | Henry Slocum (2)            | Quincy Shaw                | 6−3, 6−1, 4−6, 6−2        |
| 1890 | Oliver Campbell             | Henry Slocum               | 6−2, 4−6, 6−3, 6−1        |
| 1891 | Oliver Campbell             | Clarence Hobart            | 2−6, 7−5, 7−9, 6−1, 6−2   |
| 1892 | Oliver Campbell (3)         | Frederick Hovey            | 7−5, 3−6, 6−3, 7−5        |
| 1893 | Robert Wrenn                | Frederick Hovey            | 6−4, 3−6, 6−4, 6−4        |
| 1894 | Robert Wrenn                | Manliff Goodbody           | 6−8, 6−1, 6−4, 6−4        |
| 1895 | Frederick Hovey             | Robert Wrenn               | 6−3, 6−2, 6−4             |
| 1896 | Robert Wrenn                | Frederick Hovey            | 7−5, 3−6, 6−0, 1−6, 6−1   |
| 1897 | Robert Wrenn (4)            | Wilberforce Eaves          | 4−6, 8−6, 6−3, 2−6, 6−2   |
| 1898 | Malcolm Whitman             | Dwight F. Davis            | 3−6, 6−2, 6−2, 6−1        |
| 1899 | Malcolm Whitman             | Jahial Parmly Paret        | 6−1, 6−2, 3−6, 7−5        |
| 1900 | Malcolm Whitman (3)         | William Larned             | 6−4, 1−6, 6−2, 6−2        |
| 1901 | William Larned              | Beals Wright               | 6−2, 6−8, 6−4, 6−4        |
| 1902 | William Larned              | Reginald Doherty           | 4−6, 6−2, 6−4, 8−6        |
| 1903 | Lawrence Doherty            | William Larned             | 6−0, 6−3, 10−8            |
| 1904 | Holcombe Ward               | William Clothier           | 10−8, 6−4, 9−7            |
| 1905 | Beals Wright                | Holcombe Ward              | 6−2, 6−1, 11−9            |
| 1906 | William Clothier            | Beals Wright               | 6−3, 6−0, 6−4             |
| 1907 | William Larned              | Robert LeRoy               | 6−2, 6−2, 6−4             |
| 1908 | William Larned              | Beals Wright               | 6−1, 6−2, 8−6             |
| 1909 | William Larned              | William Clothier           | 6−1, 6−2, 5−7, 1−6, 6−1   |
| 1910 | William Larned              | Tom Bundy                  | 6−1, 5−7, 6−0, 6−8, 6−1   |
| 1911 | William Larned (7)          | Maurice McLoughlin         | 6−4, 6−4, 6−2             |
| 1912 | Maurice McLoughlin          | Wallace F. Johnson         | 3−6, 2−6, 6−2, 6−4, 6−2   |
| 1913 | Maurice McLoughlin (2)      | Richard Norris Williams    | 6−4, 5−7, 6−3, 6−1        |
| 1914 | Richard Norris Williams     | Maurice McLoughlin         | 6−3, 8−6, 10−8            |
| 1915 | Bill Johnston               | Maurice McLoughlin         | 1−6, 6−0, 7−5, 10−8       |
| 1916 | Richard Norris Williams (2) | Bill Johnston              | 4−6, 6−4, 0−6, 6−2, 6−4   |
| 1917 | Lindley Murray              | Nathaniel Niles            | 5−7, 8−6, 6−3, 6−3        |
| 1918 | Lindley Murray (2)          | Bill Tilden                | 6−3, 6−1, 7−5             |
| 1919 | Bill Johnston (2)           | Bill Tilden                | 6−4, 6−4, 6−3             |
| 1920 | Bill Tilden                 | Bill Johnston              | 6−1, 1−6, 7−5, 5−7, 6−3   |
| 1921 | Bill Tilden                 | Wallace Johnson            | 6−1, 6−3, 6−1             |
| 1922 | Bill Tilden                 | Bill Johnston              | 4−6, 3−6, 6−2, 6−3, 6−4   |
| 1923 | Bill Tilden                 | Bill Johnston              | 6−4, 6−1, 6−4             |
| 1924 | Bill Tilden                 | Bill Johnston              | 6−1, 9−7, 6−2             |
| 1925 | Bill Tilden                 | Bill Johnston              | 4−6, 11−9, 6−3, 4−6, 6−3  |
| 1926 | René Lacoste                | Jean Borotra               | 6−4, 6−0, 6−4             |
| 1927 | René Lacoste (2)            | Bill Tilden                | 11−9, 6−3, 11−9           |
| 1928 | Henri Cochet                | Francis Hunter             | 4−6, 6−4, 3−6, 7−5, 6−3   |
| 1929 | Bill Tilden (7)             | Francis Hunter             | 3−6, 6−3, 4−6, 6−2, 6−4   |
| 1930 | John Doeg                   | Francis Shields            | 10−8, 1−6, 6−4, 16−14     |
| 1931 | Ellsworth Vines             | George Lott                | 7−9, 6−3, 9−7, 7−5        |
| 1932 | Ellsworth Vines (2)         | Henri Cochet               | 6−4, 6−4, 6−4             |
| 1933 | Fred Perry                  | Jack Crawford              | 6−3, 11−13, 4−6, 6−0, 6−1 |
| 1934 | Fred Perry                  | Wilmer Allison             | 6−4, 6−3, 3-6, 1−6, 8−6   |
| 1935 | Wilmer Allison              | Sidney Wood                | 6−2, 6−2, 6−3             |
| 1936 | Fred Perry (3)              | Don Budge                  | 2−6, 6−2, 8−6, 1−6, 10−8  |
| 1937 | Don Budge                   | Gottfried von Cramm        | 6−1, 7−9, 6−1, 3−6, 6−1   |
| 1938 | Don Budge (2)               | Gene Mako                  | 6−3, 6−8, 6−2, 6−1        |
| 1939 | Bobby Riggs                 | Welby Van Horn             | 6−4, 6−2, 6−4             |
| 1940 | Don McNeill                 | Bobby Riggs                | 4−6, 6−8, 6−3, 6−3, 7−5   |
| 1941 | Bobby Riggs (2)             | Frank Kovacs               | 5−7, 6−1, 6−3, 6−3        |
| 1942 | Ted Schroeder               | Frank Parker               | 8−6, 7−5, 3−6, 4−6, 6−2   |
| 1943 | Joseph Hunt                 | Jack Kramer                | 6−3, 6−8, 10−8, 6−0       |
| 1944 | Frank Parker                | Bill Talbert               | 6−4, 3−6, 6−3, 6−3        |
| 1945 | Frank Parker (2)            | Bill Talbert               | 14−12, 6−1, 6−2           |
| 1946 | Jack Kramer                 | Tom Brown                  | 9−7, 6−3, 6−0             |
| 1947 | Jack Kramer (2)             | Frank Parker               | 4−6, 2−6, 6−1, 6−0, 6−3   |
| 1948 | Pancho Gonzales             | Eric Sturgess              | 6−2, 6−3, 14−12           |
| 1949 | Pancho Gonzales (2)         | Ted Schroeder              | 16−18, 2−6, 6−1, 6−2, 6−4 |
| 1950 | Arthur Larsen               | Herbert Flam               | 6−3, 4−6, 5−7, 6−4, 6−3   |
| 1951 | Frank Sedgman               | Vic Seixas                 | 6−4, 6−1, 6−1             |
| 1952 | Frank Sedgman (2)           | Gardnar Mulloy             | 6−1, 6−2, 6−3             |
| 1953 | Tony Trabert                | Vic Seixas                 | 6−3, 6−2, 6−3             |
| 1954 | Vic Seixas                  | Rex Hartwig                | 3−6, 6−2, 6−4, 6−4        |
| 1955 | Tony Trabert (2)            | Ken Rosewall               | 9−7, 6−3, 6−3             |
| 1956 | Ken Rosewall                | Lew Hoad                   | 4−6, 6−2, 6−3, 6−3        |
| 1957 | Malcolm Anderson            | Ashley Cooper              | 10−8, 7−5, 6−4            |
| 1958 | Ashley Cooper               | Malcolm Anderson           | 6−2, 3−6, 4−6, 10−8, 8−6  |
| 1959 | Neale Fraser                | Alex Olmedo                | 6−3, 5−7, 6−2, 6−4        |
| 1960 | Neale Fraser (2)            | Rod Laver                  | 6−4, 6−4, 9−7             |
| 1961 | Roy Emerson                 | Rod Laver                  | 7−5, 6−3, 6−2             |
| 1962 | Rod Laver                   | Roy Emerson                | 6−2, 6−4, 5−7, 6−4        |
| 1963 | Rafael Osuna                | Frank Froehling            | 7−5, 6−4, 6−2             |
| 1964 | Roy Emerson (2)             | Fred Stolle                | 6−4, 6−2, 6−4             |
| 1965 | Manuel Santana              | Cliff Drysdale             | 6−2, 7−9, 7−5, 6−1        |
| 1966 | Fred Stolle                 | John Newcombe              | 4−6, 12−10, 6−3, 6−4      |
| 1967 | John Newcombe               | Clark Graebner             | 6-4, 6−4, 8−6             |

### US Open

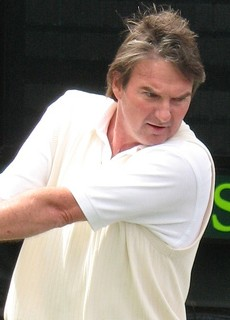
Jimmy Connors va guanyar cinc títols, en les tres superfícies.

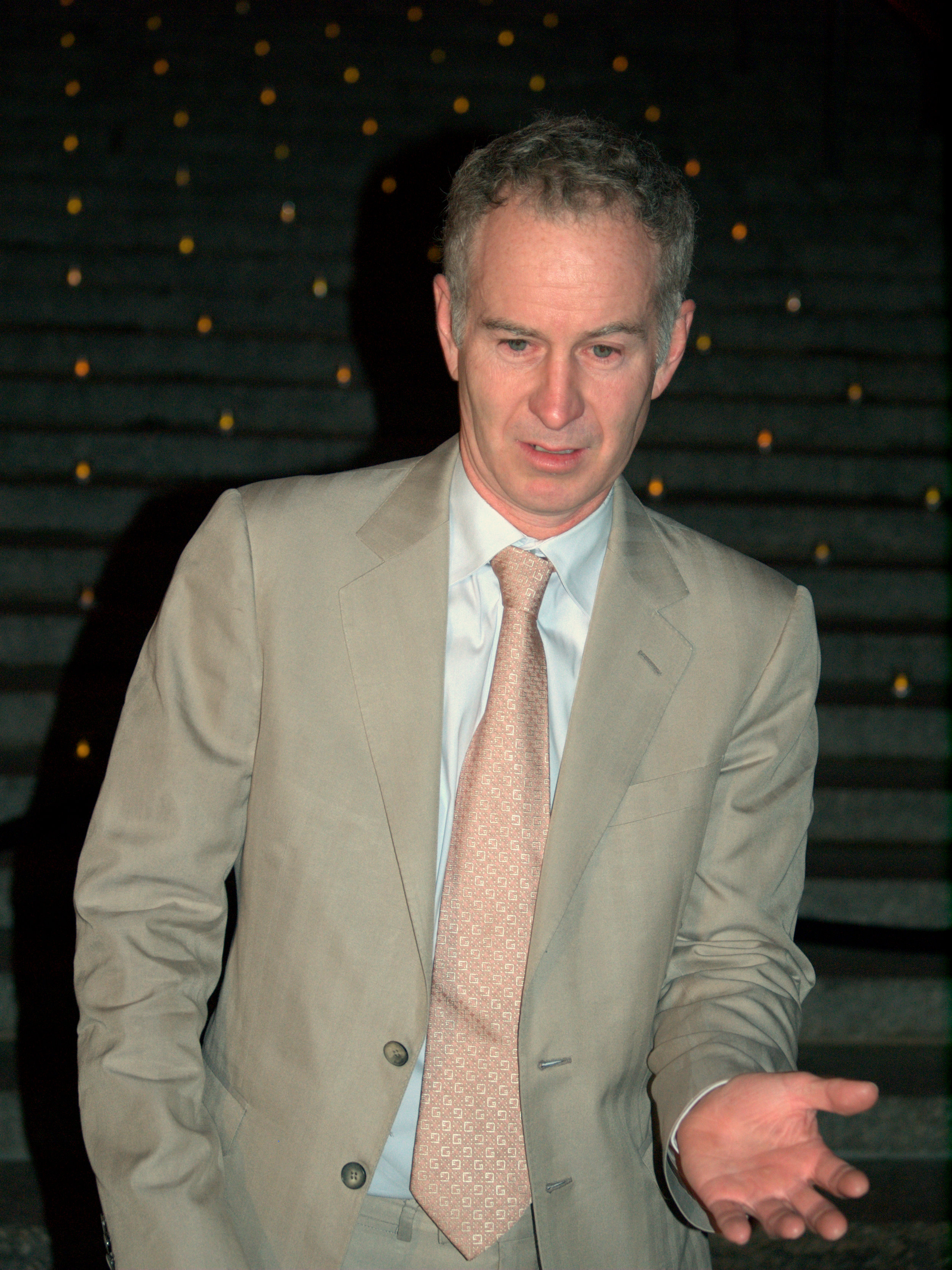
John McEnroe va vèncer en quatre finals.

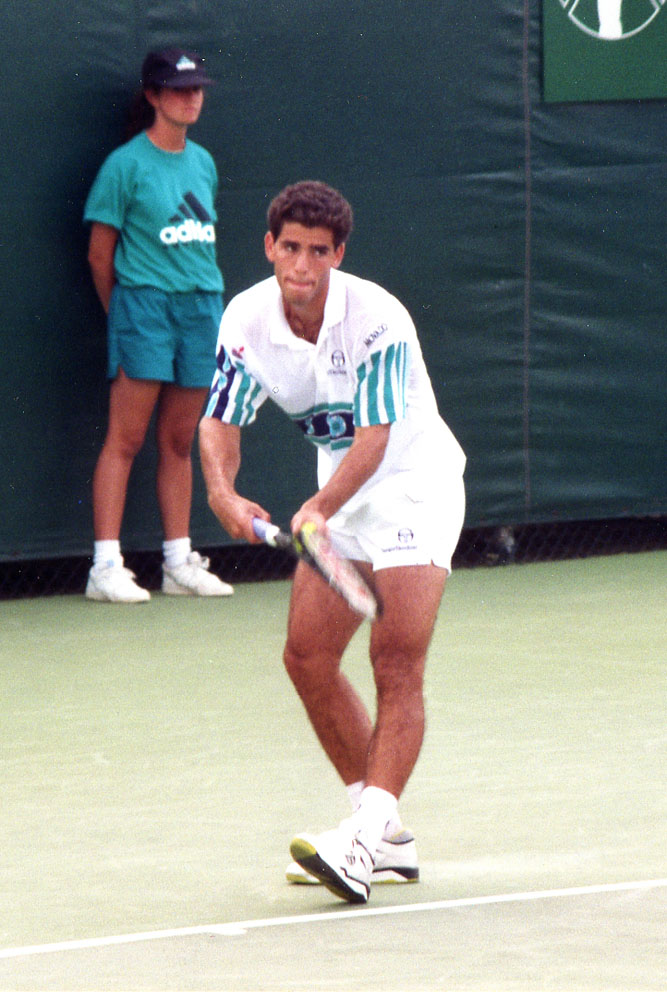
Pete Sampras va guanyar cinc títols.

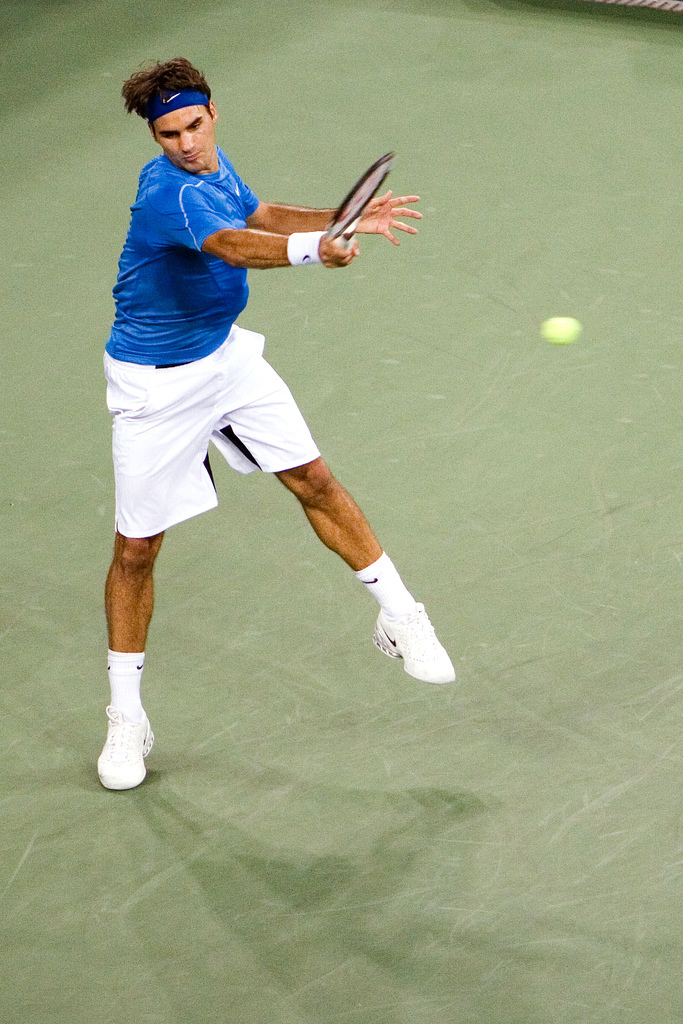
Roger Federer va guanyar cinc títols consecutius.

| Any  | Campió                | Finalista             | Resultat                      |
| ---- | --------------------- | --------------------- | ----------------------------- |
| 1968 | Arthur Ashe           | Tom Okker             | 14−12, 5−7, 6−3, 3−6, 6−3     |
| 1969 | Rod Laver (2)         | Tony Roche            | 7−9, 6−1, 6−2, 6−2            |
| 1970 | Ken Rosewall          | Tony Roche            | 2−6, 6−4, 7−6(2), 6−3         |
| 1971 | Stan Smith            | Jan Kodeš             | 3−6, 6−3, 6−2, 7−6(3)         |
| 1972 | Ilie Năstase          | Arthur Ashe           | 3−6, 6−3, 6−7(1), 6−4, 6−3    |
| 1973 | John Newcombe (2)     | Jan Kodeš             | 6−4, 1−6, 4−6, 6−2, 6−2       |
| 1974 | Jimmy Connors         | Ken Rosewall          | 6−1, 6−0, 6−1                 |
| 1975 | Manuel Orantes        | Jimmy Connors         | 6−4, 6−3, 6−3                 |
| 1976 | Jimmy Connors         | Björn Borg            | 6−4, 3−6, 7−6(9), 6−4         |
| 1977 | Guillermo Vilas       | Jimmy Connors         | 2−6, 6−3, 7−6(4), 6−0         |
| 1978 | Jimmy Connors         | Björn Borg            | 6−4, 6−2, 6−2                 |
| 1979 | John McEnroe          | Vitas Gerulaitis      | 7−5, 6−3, 6−3                 |
| 1980 | John McEnroe          | Björn Borg            | 7−6(4), 6−1, 6−7(5), 5−7, 6−4 |
| 1981 | John McEnroe          | Björn Borg            | 4−6, 6−2, 6−4, 6−3            |
| 1982 | Jimmy Connors         | Ivan Lendl            | 6−3, 6−2, 4−6, 6−4            |
| 1983 | Jimmy Connors (5)     | Ivan Lendl            | 6−3, 6−7(2), 7−5, 6−0         |
| 1984 | John McEnroe (4)      | Ivan Lendl            | 6−3, 6−4, 6−1                 |
| 1985 | Ivan Lendl            | John McEnroe          | 7−6(1), 6−3, 6−4              |
| 1986 | Ivan Lendl            | Miloslav Mečíř        | 6−4, 6−2, 6−0                 |
| 1987 | Ivan Lendl (3)        | Mats Wilander         | 6−7(7), 6−0, 7−6{4), 6−4      |
| 1988 | Mats Wilander         | Ivan Lendl            | 6−4, 4−6, 6−3, 5−7, 6−4       |
| 1989 | Boris Becker          | Ivan Lendl            | 7−6(2), 1−6, 6−3, 7−6(4)      |
| 1990 | Pete Sampras          | Andre Agassi          | 6−4, 6−3, 6−2                 |
| 1991 | Stefan Edberg         | Jim Courier           | 6−2, 6−4, 6−0                 |
| 1992 | Stefan Edberg (2)     | Pete Sampras          | 3−6, 6−4, 7−6(5), 6−2         |
| 1993 | Pete Sampras          | Cédric Pioline        | 6−4, 6−4, 6−3                 |
| 1994 | Andre Agassi          | Michael Stich         | 6−1, 7−6(5), 7−5              |
| 1995 | Pete Sampras          | Andre Agassi          | 6−4, 6−3, 4−6, 7−5            |
| 1996 | Pete Sampras          | Michael Chang         | 6−1, 6−4, 7−6(3)              |
| 1997 | Patrick Rafter        | Greg Rusedski         | 6−3, 6−2, 4−6, 7−5            |
| 1998 | Patrick Rafter (2)    | Mark Philippoussis    | 6−3, 3−6, 6−2, 6−0            |
| 1999 | Andre Agassi (2)      | Todd Martin           | 6−4, 6−7(5), 6−7(2), 6−3, 6−2 |
| 2000 | Marat Safin           | Pete Sampras          | 6−4, 6−3, 6−3                 |
| 2001 | Lleyton Hewitt        | Pete Sampras          | 7−6(4), 6−1, 6−1              |
| 2002 | Pete Sampras (5)      | Andre Agassi          | 6−3, 6−4, 5−7, 6−4            |
| 2003 | Andy Roddick          | Juan Carlos Ferrero   | 6−3, 7−6(2), 6−3              |
| 2004 | Roger Federer         | Lleyton Hewitt        | 6−0, 7−6(3), 6−0              |
| 2005 | Roger Federer         | Andre Agassi          | 6−3, 2−6, 7−6(1), 6−1         |
| 2006 | Roger Federer         | Andy Roddick          | 6−2, 4−6, 7−5, 6−1            |
| 2007 | Roger Federer         | Novak Đoković         | 7−6(4), 7−6(2), 6−4           |
| 2008 | Roger Federer (5)     | Andy Murray           | 6−2, 7−5, 6−2                 |
| 2009 | Juan Martín del Potro | Roger Federer         | 3−6, 7−6(5), 4−6, 7−6(4), 6−2 |
| 2010 | Rafael Nadal          | Novak Đoković         | 6−4, 5−7, 6−4, 6−2            |
| 2011 | Novak Đoković         | Rafael Nadal          | 6−2, 6−4, 6−7(3), 6−1         |
| 2012 | Andy Murray           | Novak Đoković         | 7−6(10), 7−5, 2−6, 3−6, 6−2   |
| 2013 | Rafael Nadal          | Novak Đoković         | 6−2, 3−6, 6−4, 6−1            |
| 2014 | Marin Čilić           | Kei Nishikori         | 6−3, 6−3, 6−3                 |
| 2015 | Novak Đoković         | Roger Federer         | 6−4, 5−7, 6−4, 6−4            |
| 2016 | Stan Wawrinka         | Novak Đoković         | 6−7(1), 6−4, 7−5, 6−3         |
| 2017 | Rafael Nadal          | Kevin Anderson        | 6−3, 6−3, 6−4                 |
| 2018 | Novak Đoković         | Juan Martín del Potro | 6−3, 7−6(4), 6−3              |
| 2019 | Rafael Nadal (4)      | Daniïl Medvédev       | 7−5, 6−3, 5−7, 4−6, 6−4       |
| 2020 | Dominic Thiem         | Alexander Zverev      | 2−6, 4−6, 6−4, 6−3, 7−6(6)    |
| 2021 | Daniïl Medvédev       | Novak Đoković         | 6−4, 6−4, 6−4                 |
| 2022 | Carlos Alcaraz        | Casper Ruud           | 6−4, 2−6, 7−6(1), 6−3         |
| 2023 | Novak Đoković (4)     | Daniïl Medvédev       | 6−3, 7−6(5), 6−3              |
| 2024 | Jannik Sinner         | Taylor Fritz          | 6−3, 6−4, 7−5                 |

## Estadístiques

### Campions múltiples
| Tennistes en actiu |

| Tennista           | Era amateur | Era Open | Total | Anys                                     |
| ------------------ | ----------- | -------- | ----- | ---------------------------------------- |
| William Larned     | 7           | 0        | 7     | 1901, 1902, 1907, 1908, 1909, 1910, 1911 |
| Richard Sears      | 7           | 0        | 7     | 1881, 1882, 1883, 1884, 1885, 1886, 1887 |
| Bill Tilden        | 7           | 0        | 7     | 1920, 1921, 1922, 1923, 1924, 1925, 1929 |
| Jimmy Connors      | 0           | 5        | 5     | 1974, 1976, 1978, 1982, 1983             |
| Roger Federer      | 0           | 5        | 5     | 2004, 2005, 2006, 2007, 2008             |
| Pete Sampras       | 0           | 5        | 5     | 1990, 1993, 1995, 1996, 2002             |
| Novak Đoković      | 0           | 4        | 4     | 2011, 2015, 2018, 2023                   |
| John McEnroe       | 0           | 4        | 4     | 1979, 1980, 1981, 1984                   |
| Rafael Nadal       | 0           | 4        | 4     | 2010, 2013, 2017, 2019                   |
| Robert Wrenn       | 4           | 0        | 4     | 1893, 1894, 1896, 1897                   |
| Oliver Campbell    | 3           | 0        | 3     | 1890, 1891, 1892                         |
| Ivan Lendl         | 0           | 3        | 3     | 1985, 1986, 1987                         |
| Fred Perry         | 3           | 0        | 3     | 1933, 1934, 1936                         |
| Malcolm Whitman    | 3           | 0        | 3     | 1898, 1899, 1900                         |
| Andre Agassi       | 0           | 2        | 2     | 1994, 1999                               |
| Don Budge          | 2           | 0        | 2     | 1937, 1938                               |
| Stefan Edberg      | 0           | 2        | 2     | 1991, 1992                               |
| Roy Emerson        | 2           | 0        | 2     | 1961, 1964                               |
| Neale Fraser       | 2           | 0        | 2     | 1959, 1960                               |
| Pancho Gonzales    | 2           | 0        | 2     | 1948, 1949                               |
| Bill Johnston      | 2           | 0        | 2     | 1915, 1919                               |
| Jack Kramer        | 2           | 0        | 2     | 1946, 1947                               |
| René Lacoste       | 2           | 0        | 2     | 1926, 1927                               |
| Rod Laver          | 1           | 1        | 2     | 1962, 1969                               |
| Maurice McLoughlin | 2           | 0        | 2     | 1912, 1913                               |
| Lindley Murray     | 2           | 0        | 2     | 1917, 1918                               |
| Richard Norris     | 2           | 0        | 2     | 1914, 1916                               |
| John Newcombe      | 1           | 1        | 2     | 1967, 1973                               |
| Frank Parker       | 2           | 0        | 2     | 1944, 1945                               |
| Patrick Rafter     | 0           | 2        | 2     | 1997, 1998                               |
| Bobby Riggs        | 2           | 0        | 2     | 1939, 1941                               |
| Ken Rosewall       | 1           | 1        | 2     | 1956, 1970                               |
| Frank Sedgman      | 2           | 0        | 2     | 1951, 1952                               |
| Henry Slocum       | 2           | 0        | 2     | 1888, 1889                               |
| Tony Trabert       | 2           | 0        | 2     | 1953, 1955                               |
| Ellsworth Vines    | 2           | 0        | 2     | 1931, 1932                               |

### Campions per països
| Països desapareguts |

| País             | Era Amateur | Era Open | Total | Primer títol | Últim títol |
| ---------------- | ----------- | -------- | ----- | ------------ | ----------- |
| Estats Units     | 66          | 19       | 85    | 1881         | 2003        |
| Austràlia        | 12          | 6        | 18    | 1951         | 2001        |
| Suïssa           | 0           | 6        | 6     | 2004         | 2016        |
| / Espanya 3      | 1           | 6        | 7     | 1965         | 2022        |
| Regne Unit 1     | 4           | 1        | 5     | 1903         | 2012        |
| Sèrbia           | 0           | 4        | 4     | 2011         | 2023        |
| França           | 3           | 0        | 3     | 1926         | 1928        |
| Suècia           | 0           | 3        | 3     | 1988         | 1992        |
| Txecoslovàquia 2 | 0           | 3        | 3     | 1985         | 1987        |
| Argentina        | 0           | 2        | 2     | 1977         | 2009        |
| Rússia           | 0           | 2        | 2     | 2000         | 2021        |
| / Alemanya 4     | 0           | 1        | 1     | 1989         | 1989        |
| Mèxic            | 1           | 0        | 1     | 1963         | 1963        |
| Àustria          | 0           | 1        | 1     | 2020         | 2020        |
| Croàcia          | 0           | 1        | 1     | 2014         | 2014        |
| Itàlia           | 0           | 1        | 1     | 2024         | 2024        |
| / Romania 5      | 0           | 1        | 1     | 1972         | 1972        |